# El Carmen (Simón Bolívar)
Pour les articles homonymes, voir El Carmen.
El Carmen est l'une des six paroisses civiles de la municipalité de Simón Bolívar dans l'État d'Anzoátegui au Venezuela. Sa capitale est Barcelona, chef-lieu de la municipalité et capitale de l'État dont elle abrite une partie des quartiers centraux et orientaux.

## Géographie

### Démographie
Hormis sa capitale Barcelona, la paroisse civile possède plusieurs localités ou quartiers centraux et orientaux de Barcelona, capitale de l'Etat, dont :
- Quartiers ou barrios centraux et orientaux de Barcelona :
  - Angostura
  - Barrio Colombia
  - Barrio Guamachito
  - Barrio Los Montes
  - Barrio Portugalen
  - Barrio Sucre
  - Boyaca I
  - Centro
  - Colinas del Neverí
  - El Eneal
  - El Espejo
  - El Refugio
  - Fernández Padilla
  - Ojo de Agua
  - Puento Ayala
  - Razetti
  - Urbanización Boyaca II
  - Urbanización Boyaca III
  - Urbanización Boyaca IV
  - Urbanización Terrazas de Oriente
  - Sector Los Mesones
  - Sector Sucre
  - Vidoño
- Neverí